# Apostolska nunciatura v Mongoliji
Apostolska nunciatura v Mongoliji je diplomatsko prestavništvo (veleposlaništvo) Svetega sedeža v Mongoliji.
Trenutni apostolski nuncij je Alfred Xuereb.

## Seznam apostolskih nuncijev
- John Bulaitis (8. september 1992 - 25. marec 1997)
- Giovanni Battista Morandini (23. april 1997 - 6. marec 2004)
- Emil Paul Tscherrig (17. junij 2004 - 26. januar 2008)
- Osvaldo Padilla (26. april 2008 - 15. september 2017)
- Alfred Xuereb (26. februar 2018 - danes)